# Змей (телесериал)
«Змей» (англ. Serpent) — криминальный мини-сериал, разработанный Mammoth Screen по заказу BBC. Cериал состоит из 8 серий и является совместным производством BBC One и Netflix. В основу сюжета легли преступления серийного убийцы Чарльза Собраджа, который убивал молодых туристов в 70-х годах XX века. Главную роль Собраджа исполняет Тахар Рахим.
Сериал снимался в Таиланде, однако в марте 2020 года из-за начавшейся пандемии COVID-19 производство картины было прекращено на пять месяцев. Съёмки были завершены в Хартфордшире (Англия) в августе 2020 года. Премьера сериала состоялась на канале BBC One 1 января 2021 года, и все восемь эпизодов были сразу выложены на BBC iPlayer. С апреля 2021 года сериал стал доступен на Netflix.

## Сюжет
Действие мини-сериала разворачивается в середине 70-х годов прошлого века. Главным персонажем «Змея» является Чарльз Собрадж, французский серийный убийца индийского и вьетнамского происхождения, который накачивает наркотиками и грабит молодых туристов, путешествующих по тропе хиппи в Таиланде, Непале и Индии. Он похищает паспорта и личные данные своих жертв, чтобы ездить по миру, и вместе с подружкой Мари-Андре Леклерк продаёт краденые драгоценности. Чарльз Собрадж находится на пике своей криминальной карьеры, когда голландский дипломат Герман Книппенберг начинает расследование убийств голландских туристов и обнаруживает улики, ведущие к Собраджу.

## В ролях
- Тахар Рахим — Чарльз Собрадж
- Дженна Коулман — Мари-Андре Леклерк
- Билли Хоул — Герман Книппенберг
- Элли Бамбер — Ангела Книппенберг (впоследствии Ангела Кейн)
- Амеш Эдиревира — Аджей Чоудхури
- Тим Макиннерни — Поль Симонс
- Чича Аматаякуль — Суда Ромьен
- Сахаджак Бунтанакит — генерал-майор Джантисан
- Илкер Калели —  Виталий Хаким
- Адам Ротенберг — Гилберт Редланд
- Матильда Варнье — Надин Жир
- Супадедж «Кеннет» Вонгватанафан — Йотин
- Элли де Ланж — Хелена Деккер
- Джеймс Джерард — Жюль Дюпон
- Апасири Култанан — Лавана
- Уильям Бранд — посол ван Донген
- Чотика Синтубоонкул  — Канника
- Райан О'Доннелл — Грег Рейнотт
- Либби Дженнингс — Вайола Рейнотт
- Рафаэль Роджер Леви — граф Мишель-Андре Жюрьон
- Фабьен Франкель — Доминик Ренелло
- Стейси Мартен — Жюльет Воклен
- Элис Энглерт — Тереза Ноултон
- Тим Макмаллан — Дуглас Картрайт
- Руби Эшборн Серкис — Силия Остин
- Грегуар Изварин — Реми Жир

## Эпизоды
| № | Название                         | Режиссёр     | Автор сценария | Дата премьеры   | Зрители U.K. (млн) |
| --- | -------------------------------- | ------------ | -------------- | --------------- | ------------------ |
| 1 | «Первая серия» «Episode One»     | Том Шенклэнд | Ричард Варлоу  | 1 января 2021   | 6,25               |
| Бангкок, 1975 год. Герман Книппенберг, голландский дипломат в Бангкоке, расследует исчезновение молодой пары, которую в последний раз видели в квартире торговца драгоценными камнями Чарльза Собраджа. |                                  |              |                |                 |                    |
| 2 | «Вторая серия» «Episode Two»     | Том Шенклэнд | Ричард Варлоу  | 3 января 2021   | 5,05               |
| Мари-Андре Леклерк прощается со своей прошлой жизнью ради любви к Чарльзу Собраджа, но узнаёт страшную правду. Герман Книппенберг берётся за расследование убийства голландской пары — Виллема Блёма и его невесты Хелены Деккер. |                                  |              |                |                 |                    |
| 3 | «Третья серия» «Episode Three»   | Том Шенклэнд | Ричард Варлоу  | 10 января 2021  | 5,14               |
| Молодой француз Доминик Ренелло пытается выбраться из страшного логова Чарльза Собраджа. Выслушав показания соседей Доминика — Надин и Реми, Герман осознает истинный масштаб преступлений Чарльза. |                                  |              |                |                 |                    |
| 4 | «Четвёртая серия» «Episode Four» | Том Шенклэнд | Ричард Варлоу  | 17 января 2021  | 4,68               |
| Чарльз совершает новые преступления в Непале, а Надин помогает Герману собрать последние доказательства, необходимые для того, чтобы полиция Таиланда начала расследование. |                                  |              |                |                 |                    |
| 5 | «Пятая серия» «Episode Five»     | Ханс Херботс | Ричард Варлоу  | 24 января 2021  | н/д                |
| Герман с помощью Надин начинает изнурительную игру в кошки-мышки с Чарльзом. Герман предоставляет существенные доказательства тайской полиции и продолжает оказывать давление на генерал-майора Джантасина, требуя уголовного преследования Чарльза, Мари и Аджея. Подозреваемые оказываются на шаг впереди. |                                  |              |                |                 |                    |
| 6 | «Шестая серия» «Episode Six»     | Ханс Херботс | Ричард Варлоу  | 31 января 2021  | н/д                |
| Последствия побега Чарльза Собраджа угрожают дипломатической карьере Германа. Чарльз пытается наладить бизнес во Франции, с которой у него связаны яркие воспоминания. |                                  |              |                |                 |                    |
| 7 | «Седьмая серия» «Episode Seven»  | Ханс Херботс | Ричард Варлоу  | 7 февраля 2021  | н/д                |
| Чарльз и Мари-Андре приезжают в Париж и пытаются начать новую жизнь. Чарльз знакомит Мари-Андре со своей матерью, однако их встреча проходит в недружелюбной атмосфере. В Бангкоке Герману удается добиться успеха: статью о преступлениях Шарля печатают в газете Bangkok Post, и этот материал привлекает внимание таиландского бюро Интерпола. Тем временем Чарльз навещает свою бывшую жену Жульетт, чтобы загладить вину, а Мари-Андре возвращается к матери Чарльза в одиночку, чтобы получить ответы на свои вопросы. |                                  |              |                |                 |                    |
| 8 | «Восьмая серия» «Episode Eight»  | Ханс Херботс | Ричард Варлоу  | 14 февраля 2021 | н/д                |

## Производство

### Разработка и подбор актёров
В июле 2019 года телекомпания BBC объявила о том, что заказала восьмисерийный драматический сериал «Змей» у производственной компании Mammoth Screen, Тома Шенклэнда и Ричарда Варлоу. В этом же месяце стало известно, что cериал станет совместным продуктом с Netflix, а главную роль серийного убийцы Чарльза Собраджа исполнит Тахар Рахим. Дженна Коулман, Билли Хоул и Элли Бамбер присоединились к основному актёрскому составу в сентябре 2019 года. Варлоу и Тоби Финлэй были назначены сценаристами, а Шенклэнд и Ханс Херботс — режиссерами.

### Съёмки
Съёмки проходили в столице Таиланда Бангкоке и в курортном городе Хуахин в провинции Прачуапкхирикхан до марта 2020 года. Съемки возобновились в Хартфордшире (Англия)  в августе 2020 года после пятимесячного перерыва в производстве из-за пандемии COVID-19.

## Выпуск
BBC One опубликовала первые кадры из сериала в январе 2020 года. 17 декабря 2020 года был выпущен трейлер. Премьера «Змея» состоялась на BBC One 1 января 2021 года; спустя пару дней вышла вторая серия, после чего сериал стал транслироваться еженедельно по воскресеньям. Все 8 серий были также полностью выпущены на сервисе BBC iPlayer 1 января. Как трансляция на BBC, так и потоковое вещание были доступны только жителям Великобритании. С апреля 2021 года сериал стал доступен на Netflix.

## Рейтинги
На сайте Rotten Tomatoes сериал имеет рейтинг одобрения 68%, основанный на 31 отзыве критиков со средней оценкой 6,38/10. Консенсус критиков сайта гласит: «Пугающая игра Тахара Рахима придаёт сериалу змеиную угрозу, но неровный срез настоящего преступления слишком запутан по структуре и слишком патетичен в отношении мотивов главного злодея, чтобы взять за живое».